# Палупера
Па́лупера (эст. Palupera), ранее При́тсу (эст. Pritsu) — деревня в волости Элва уезда Тартумаа, Эстония.
До административной реформы местных самоуправлений Эстонии 2017 года входила в состав волости Палупера уезда Валгамаа.

## География и описание
Расположена в 11 км к югу от волостного центра — города Элва, и в 33 км к юго-западу от уездного центра — города Тарту. Высота над уровнем моря — 106 метров.
Климат умеренный. Официальный язык — эстонский. Почтовый индекс — 67511.

## Население
По данным переписи населения 2021 года, в Палупера насчитывалось 178 жителей, из них 176 (98,9 %) — эстонцы.
По данным переписи населения 2011 года в деревне  проживали 203 человека, из них 199 (98,0 %) — эстонцы.
Численность населения деревни Палупера по данным переписей населения:
| Год  | 1959 | 1970  | 1979  | 1989  | 2000  | 2011  | 2021  |
| ---- | ---- | ----- | ----- | ----- | ----- | ----- | ----- |
| Чел. | 401  | ↘ 260 | ↗ 267 | ↘ 207 | ↘ 192 | ↗ 203 | ↘ 178 |

* Посёлок Палупера (эст. Palupera alevik) и поселение Палупера (эст. Palupera asundus) вместе.

## История
В источниках 1582 года упоминается Paliaper (деревня и мыза), 1627 года — Pallopoene, 1782 года — Palloper, 1909 года — Palopera m..
В 1776 году здесь была открыта деревенская школа.
В 1920-х годах, после земельной реформы, на землях мызы Паллопер (нем. Palloper, Палупера, эст. Palupera mõis) возникло поселение Палупера. В конце XIX века вокруг расположенного неподалёку железнодорожного вокзала Миддендорф (нем. Middendorf, Притсу, эст. Pritsu jaam) сформировался населённый пункт, получивший название посёлок Притсу (по корчме Притсу), в конце 1930-х годов переименованный в посёлок Палупера. В 1977 году посёлок и поселение были объединены в деревню Палупера.
С 1945 года до 1977 года Палупера имела официальный статус посёлка.
В советское время Палупера входила в состав Валгаского района и относилась к колхозу «Хелленурме». Здесь был железнодорожный вокзал, работали почтовое отделение, колхозный крахмальный завод и 8-классная школа.
В 1966 году на территории деревни был установлен памятный камень жертвам железнодорожной катастрофы в Палупера с надписью на эстонском языке «В память жертвам произошедшей из-за бандитов 5 июля 1941 года железнодорожной катастрофы». Памятник посвящён погибшим в результате подрыва работниками железнодорожной станции Палупера поезда с красноармейцами, следовавшего в Валга. В поезде было более 300 человек. В результате взрыва авиационной бомбы в 3 км от станции Палупера в сторону Пука 200 человек погибли, 100 получили ранения.
В протоколе от 30 ноября 2022 года рабочая группа по советским памятникам при Госканцелярии Эстонии признала памятник «красным монументом», подлежащим удалению из общественного пространства, при этом точное местонахождение памятного камня установлено не было (см. Список советских военных памятников Эстонии).

## Инфраструктура
По состоянию на 2023 год в деревне работала основная школа. C 1933 года школа размещается в главном здании бывшей мызы. Численность учащихся постоянно сокращается (в 2022/2023 учебном году — 56 чел.), и при сохранении этой тенденции школа будет объединена с более крупным учебным заведением или закрыта.

## Происхождение топонима
Название деревни состоит из двух слов: palu («сухой высокий сосновый лес») и perä («гуща»).

## Галерея

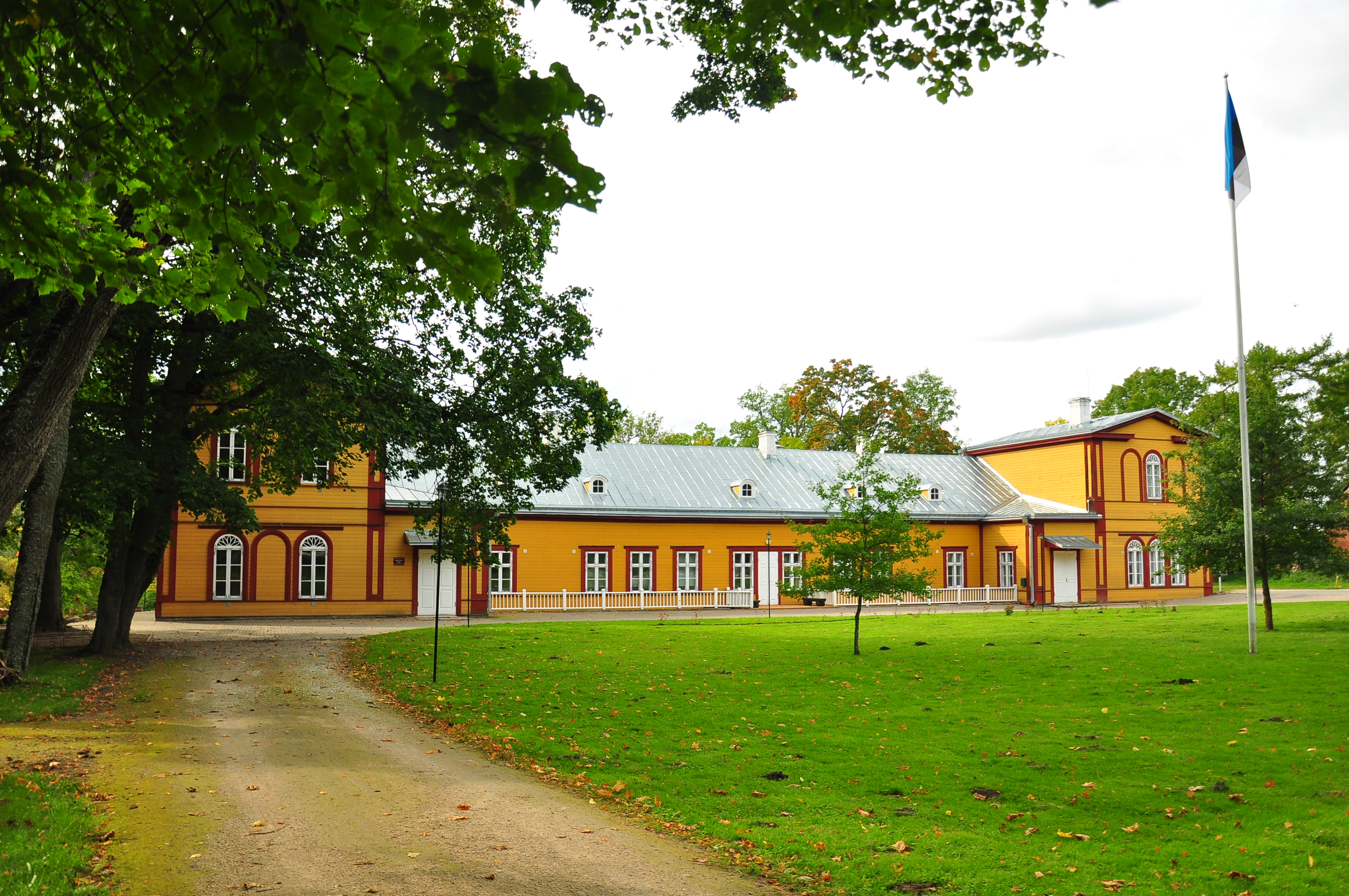
Основная школа Палупера
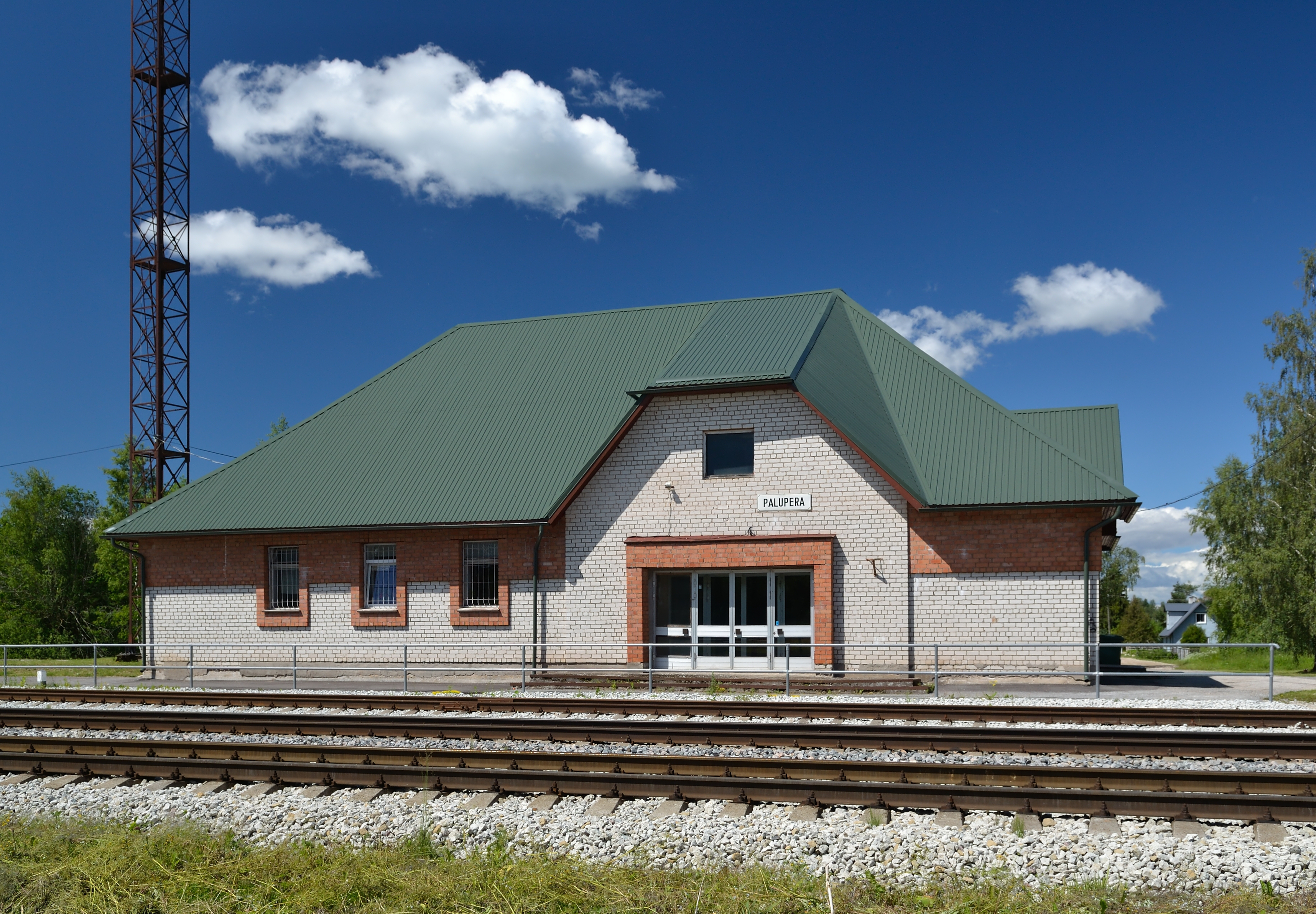
Железнодорожный вокзал Палупера
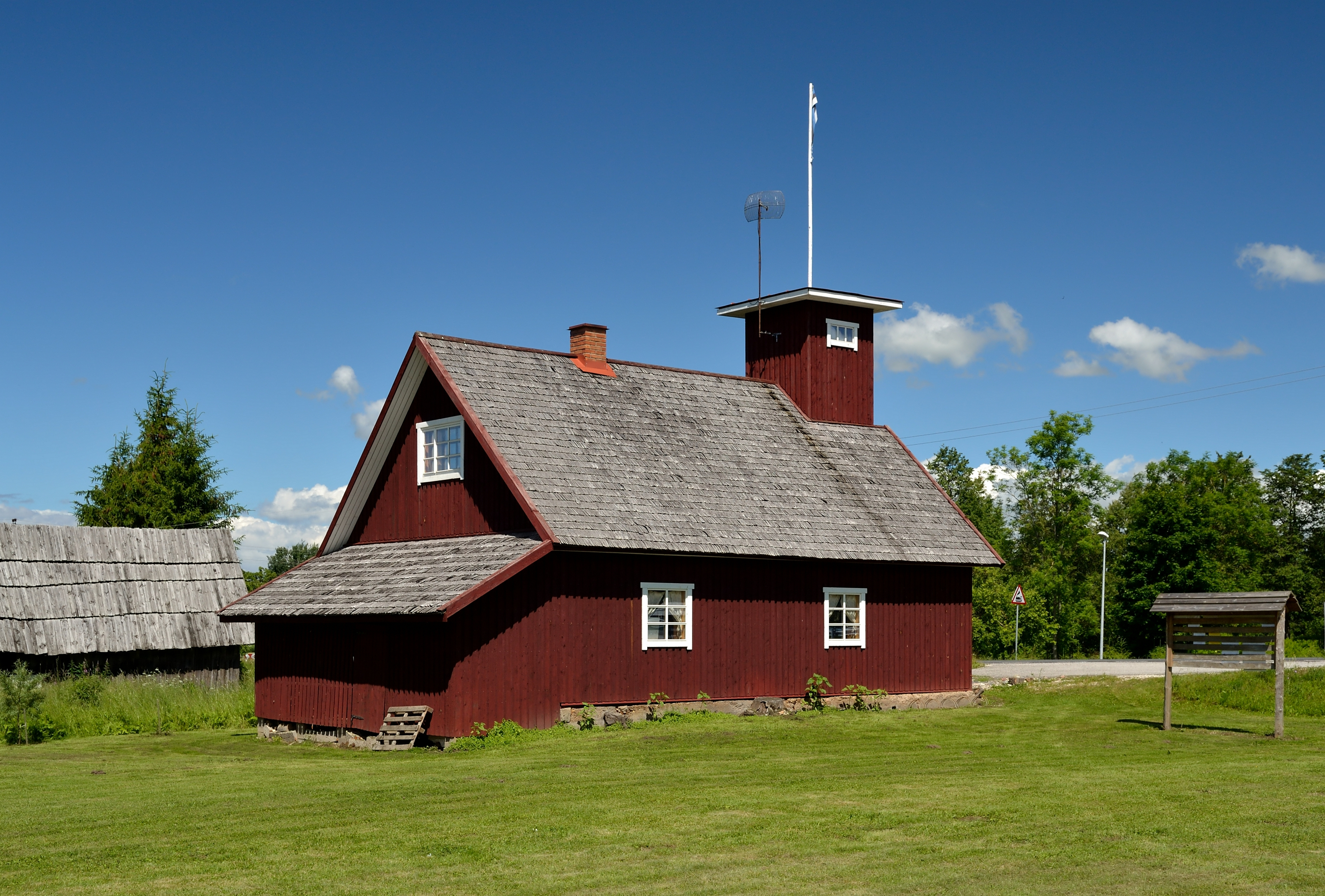
Деревенская пожарная часть
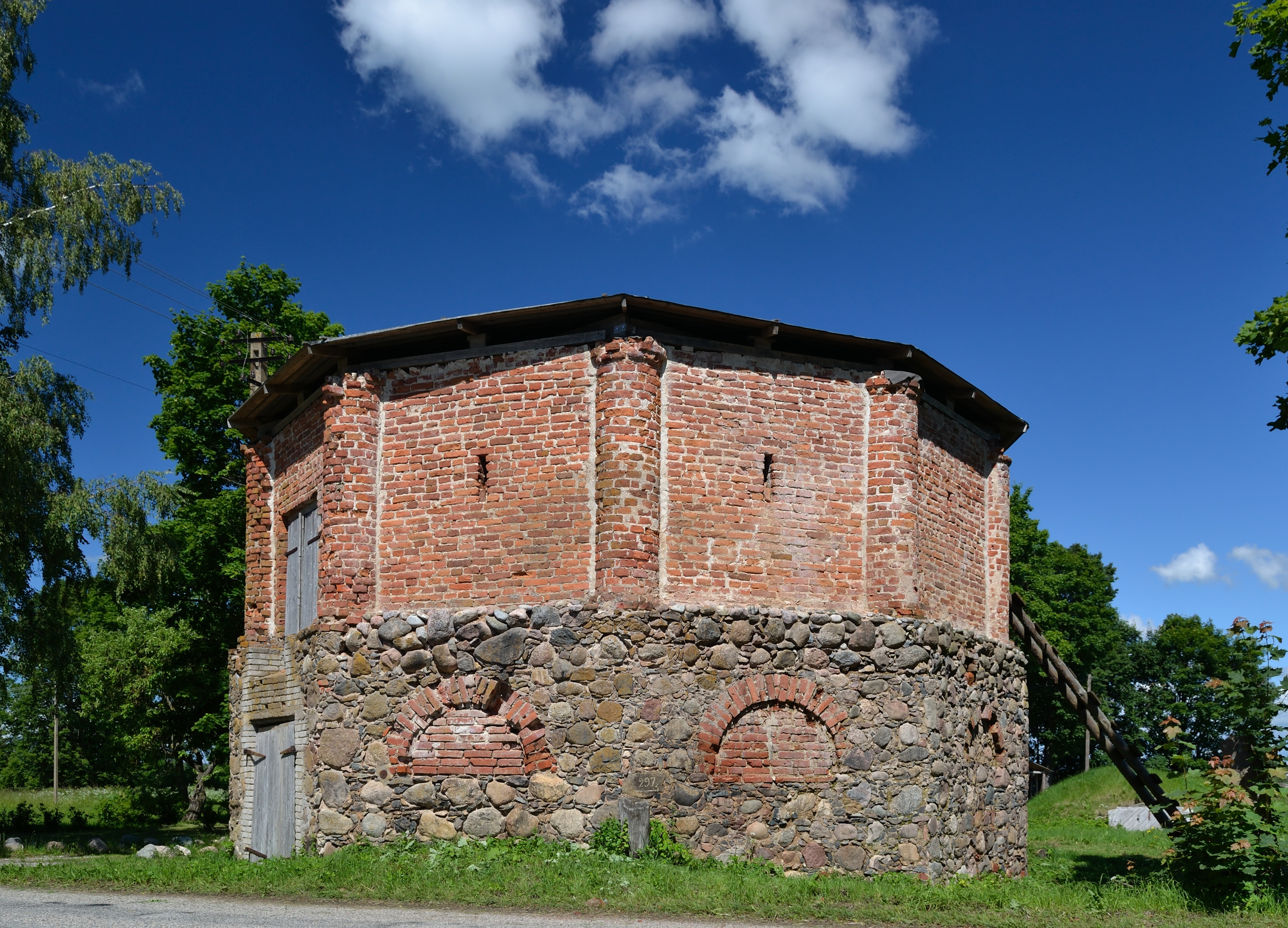
Амбар бывшей мызы Паллопер (Палупера)
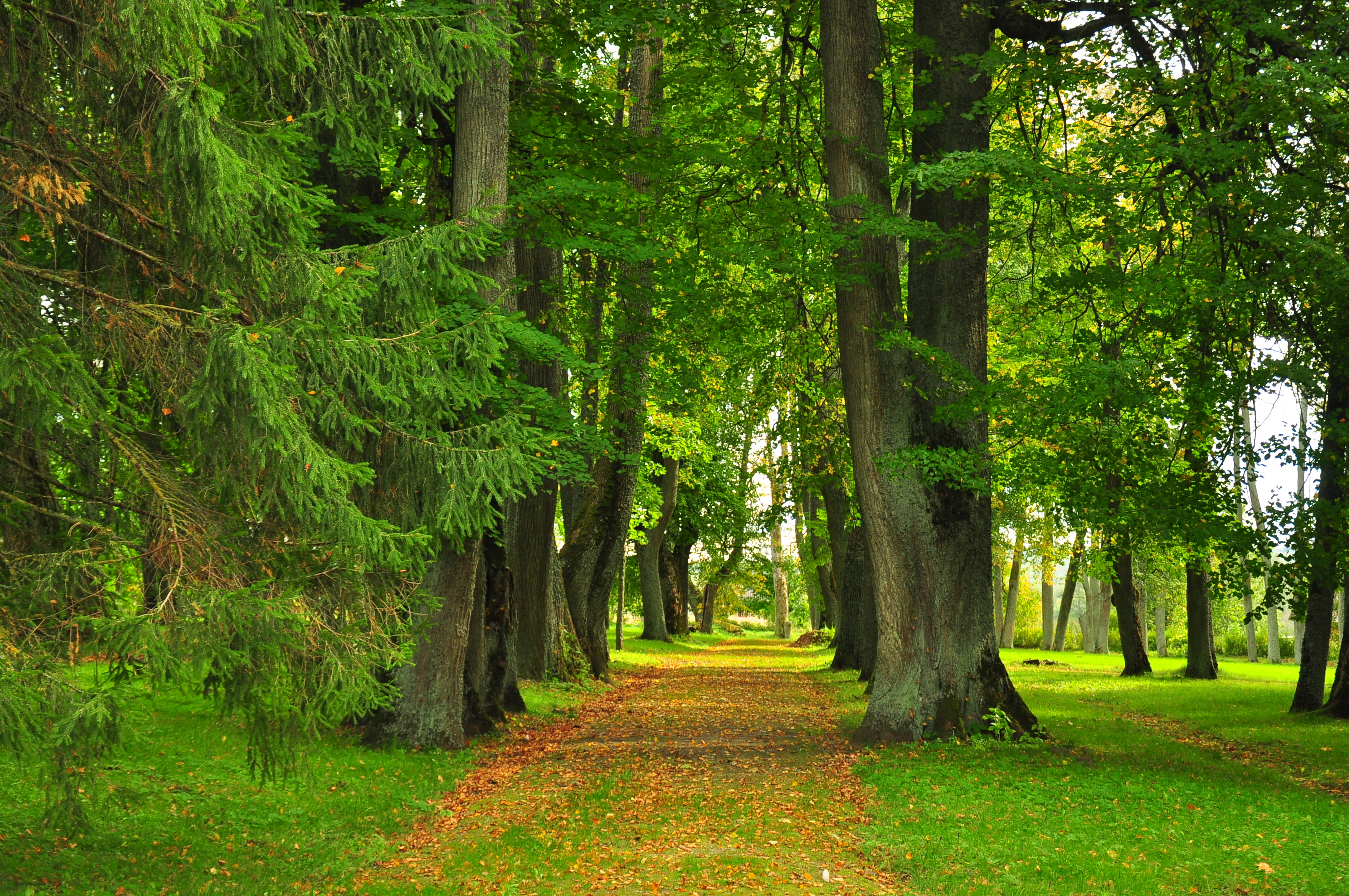
Парк мызы Паллопер (Палупера)

## Комментарии
1. ↑  Эстонские топонимы, оканчивающиеся на -а, не склоняются и не имеют женского рода (исключение — Нарва)[6].